# Abel de Dinamarca
Abel de Dinamarca (1218 - Eiderstedt, 29 de juny de 1252) fou duc de Schleswig des de 1232 i rei de Dinamarca des de 1250 fins a la seva mort. El seu regnat fou el mès curt de tota la història danesa. Era fill del rei de Dinamarca Valdemar II el Victoriós i de Berenguera de Portugal. Fou duc de Schleswig, des de 1232 fins 1250, quan pujà al tron després d'haver tramat l'assassinat del seu germà Eric IV, ocorregut aquell mateix any. Morí dos anys més tard en una revolta dels frisis.
Al morir el seu pare, aquest dividí els seus estats entre els seus quatre fills, havent-li tocat a Abel el ducat de Schleswig o la Jutlàndia meridional. Eric, el germà gran, tenia, sobre tots, el dret de sobirania. Els tres menors, recolzats pel comte Adolf de Holstein, declararen la guerra a Eric i, després de set anys de lluita, aquest resultà vencedor (1248).
Dos anys després d'ajustada la pau entre els quatre germans, Eric passà per Jutlàndia, i Abel el va atreure de manera hipòcrita, menà que el degollessin i que el llencessin al riu Slio, fen córrer la brama que s'havia ofegat al riu i que no s'havia pogut trobar el seu cadàver. Dinamarca sencera va creure la noticia, quan uns pescadors trobaren el cos del rei decapitat, arreu condí la nova que Eric havia estat assassinat pel seu germà; però aquest ja s'havia assegurat la elecció al tron vacant i fou coronat a Roskilde, pel bisbe Sund.
Abel es guanyà molt aviat la simpatia del poble, restablint les suprimides corporacions municipals, i tot semblava somriure-li, quan el 1252, es troba en la necessitat de castigar els frisis, que es negaven a pagar el impost, i fou mort en una batalla, succeint-lo el seu germà Cristòfol.
La llegenda, poetitzant la mort d'Eric, representa al fratricida Abel cavalcant pels aires en un cavall negra, perseguit per una jauria de gossos famolencs.